# 馬里昂縣 (南卡羅萊納州)
馬里昂縣（英語：Marion County）是位於美國南卡羅萊納州東北部的一個縣。面積1,280平方公里。根據美國2000年人口普查，共有人口35,466人。縣治馬里昂 (Marion)。
成立於1785年，1798年改用現名。縣名紀念美國獨立戰爭時期將領法蘭西斯·馬里昂 (Francis Marion)。